# Rhithrodytes numidicus
Rhithrodytes numidicus är en skalbaggsart som först beskrevs av Ernest Marie Louis Bedel 1889.  Rhithrodytes numidicus ingår i släktet Rhithrodytes och familjen dykare. Inga underarter finns listade i Catalogue of Life.